# Lạc Thiên Y
Lạc Thiên Y (tiếng Trung: 洛天依; bính âm: Luò tiān yī) (Luo Tianyi) là một Vocaloid (ca sĩ ảo) Trung Quốc được phát triển và phân phối bởi Bplats, Inc., thuộc Tập đoàn Yamaha, và được tạo ra với sự hợp tác của Tập đoàn công nghệ thông tin Thượng Hải Hòa Niệm (Trung Quốc) (tiếng Trung: 上海禾念信息科技有限公司; bính âm: Shànghǎi hé niàn xìnxī kējì yŏuxiàn gōngsī). Cô được ra mắt vào tháng 7 năm 2012 cho chương trình VOCALOID3. Giọng hát của cô được cung cấp bởi một nữ diễn viên lồng tiếng kiêm ca sĩ Trung Quốc, San Tân (tên thật là Vương Hựu Tế) (tiếng Trung: 山新 /王宥霁; bính âm: Wáng Yòu Jì) - là một phần mềm tách bản ghi âm giọng hát của San Tân thành các âm tiết có tần số riêng biệt. Lạc Thiên Y đã từng biểu diễn trên sân khấu với công nghệ Hologram tại Trung Quốc.
Được coi là thần tượng ảo nổi tiếng nhất của Trung Quốc, cô đã được tổ chức một buổi hòa nhạc chung với nghệ sĩ piano Lang Lãng tại Đấu trường Mercedes-Benz của Thượng Hải vào tháng 3 năm 2019.

## Phát triển
Để tạo sự hỗ trợ mạnh mẽ cho Vocaloid Trung Quốc đầu tiên, một cuộc thi đã được tổ chức để chọn ra thiết kế phổ biến nhất.  Mục chiến thắng sẽ trở thành một Vocaloid, trong khi các mục về nhì được đưa vào các chương trình khuyến mãi của Vocaloid.
Ngày 22-3-2012, hình tượng thiết kế của Lạc Thiên Y được công bố lần đầu tiên, là nhân vật được họa sĩ ideolo vẽ lại dựa theo Nhã Âm Cung Vũ (tiếng Trung: 雅音宫羽; bính âm: Yǎ yīn gōng yǔ), một trong những tác phẩm đoạt giải thưởng của hoạt động bình chọn "Thu thập hình tượng nhân vật VOCALOID CHINA PROJECT" bắt đầu từ ngày 1-12-2011, kết quả được công bố ngày 17-1-2012.
Nhã Âm Cung Vũ và Lạc Thiên Y hình thành mối quan hệ không chỉ một mà là hai lần xác lập, quan hệ giữa hai bên là "bản phác thảo" và "nhân vật chính thức". Với điểm đặc trưng tóc màu xám bạc, mắt màu xanh lục, tóc cài trang sức ngọc bích, eo đeo đồng tâm kết, Lạc Thiên Y là cô thiếu nữ 15 tuổi ngây thơ, đôi khi có chút dịu dàng, tỉ mỉ.
Lạc Thiên Y có giọng ca trong sáng của thiên thần, đến từ một thế giới khác với chúng ta, còn là một VOCALOID mới. Ngoài giọng ca của cô, cả con người cô đều là tờ giấy trắng. Gặp gỡ bạn sẽ là sự bắt đầu cho câu chuyện và quá trình trưởng thành của cô. Nguyên tố đích thật thúc đẩy Thiên Y trở thành thần tượng ảo là những fan hâm mộ cuồng nhiệt, họ dùng tiền của mình chế tạo ra rất nhiều âm nhạc "độc quyền" cho thần tượng ảo này, trong lúc thỏa mãn sở thích của bản thân, cũng khiến nhân vật hư ảo này có vô số cơ hội diễn xuất để cho càng nhiều người có thể tiếp cận với Thiên Y, những fan hâm mộ cuồng nhiệt này được mọi người gọi là "P Chủ".
Bài hát đầu tiên của Thiên Y là Step on Your Heart (心印).

### Phần mềm bổ sung
Vào ngày 2 tháng 4 năm 2012, San Tân xác nhận rằng cô vừa kết thúc ngày thứ hai ghi âm giọng nói, đồng thời đề cập rằng cô đã thực hiện một cuộc phỏng vấn với các phóng viên Nhật Bản.  Theo báo cáo của cô, cô đã thu âm theo 'cách của Nhật Bản', vì thế một người hâm mộ hỏi liệu đó sẽ là một Voicebank tiếng Trung hay tiếng Nhật? San Tân trả lời rằng hãy chờ tuyên bố chờ thông báo.  Voicebank tiếng Nhật của cô vẫn chưa kết thúc tại thời điểm phát triển của Ngôn Hoà (một Vocaloid thứ 2 phát triển sau Thiên Y), tuy nhiên, họ hy vọng cô sẽ sớm được phát hành.  Sau đó vào tháng 11 năm 2013, nó được xác nhận rằng giọng hát này đã bị hủy bỏ.
Sản phẩm Vocaloid 4 của Lạc Thiên Y đã được công bố chính thức vào ngày 12 tháng 3 năm 2016. Giọng hát ban đầu của cô sẽ được cải thiện và được xác nhận rằng cô sẽ nhận được ít nhất một giọng hát bổ sung.  Tuy nhiên, tên của nó không được tiết lộ vào thời điểm đó và không biết liệu cô có được thêm giọng hát nào không. Lạc Thiên Y sau đó hát cả tiếng Nhật cho dòng VOCALOID4, phát hành vào năm 2017. Nhưng người cung cấp giọng cho cô không phải là San Tân, mà là một nữ utaite người Nhật tên Kano đã cộng tác với San Tân để ra mắt.
Vào ngày 19 tháng 10 năm 2022, Vsinger thông báo về sự xuất hiện của thư viện hát ACE AI tương ứng do ideolo thiết kế. Vào ngày 12 tháng 7, Lạc Thiên Y đã tổ chức lễ kỷ niệm 10 năm ngày ra mắt. Người hâm mộ từ khắp nơi trên thế giới đã đồng hành và chứng kiến sự tiến lên một giai đoạn mới của cô thông qua chương trình phát sóng trực tiếp toàn bộ mạng trên đám mây. Một trong những điểm nổi bật của sự kiện là Lạc Thiên Y lần đầu tiên sử dụng AI để nói: "Hãy hát bài hát trong trái tim bạn, tôi là ca sĩ ảo Lạc Thiên Y."
Vào ngày này, khung trí tuệ nhân tạo Xiaoice và Vsinger đã công bố hợp tác để khám phá con đường di chuyển của các ca sĩ ảo sang AI, đồng thời đưa ra kế hoạch sản xuất nhiều ngân hàng âm thanh AI để hát và tùy chỉnh giọng hát cho ca sĩ ảo Lạc Thiên Y, cho thấy cô được cung cấp bởi Người mẫu hát Xiaoice DNN. Đồng thời, Luo Tianyi AI được tùy chỉnh với khung Xiaoice và kế hoạch sản xuất phần mềm tạo nhạc X Studio đã chính thức ra mắt, bao gồm thư viện âm thanh tổng hợp giọng hát của Lạc Thiên Y và thư viện âm thanh giọng nói đầu tiên, sẽ được phát hành cho người sáng tạo.
Tại Triển lãm ngoại tuyến kỷ niệm 10 năm Lạc Thiên Y kéo dài một tháng rưỡi, khách tham quan có thể trải nghiệm giọng hát của AI Lạc Thiên Y được điều khiển bởi khung Xiaoice trí tuệ nhân tạo và tham gia sáng tạo âm nhạc của phiên bản beta nội bộ của Xiaoice X Studio. Phần mềm và thư viện âm thanh Lạc Thiên Y AI đang được thử nghiệm. Trong tương lai, sau khi ra mắt chính thức thư viện âm thanh Lạc Thiên Y AI và X Studio, nó sẽ tương thích với nền tảng MacOS và Windows, hỗ trợ điều chỉnh nhiều tham số phương thức hát, điều chỉnh tham số một phím AI và các chức năng mới khác, đồng thời thiết kế giao diện và trải nghiệm tương tác sẽ phù hợp hơn với người dùng chuyên nghiệp. Điều này sẽ giúp việc tạo nhạc dựa trên IP của cô trở nên thuận tiện và mượt mà hơn, đồng thời nó cũng sẽ có nhiều khả năng thể hiện âm thanh hơn.
Một trải nghiệm tốt hơn không thể tách rời khỏi đổi mới công nghệ. Kể từ năm 2016, nhóm Xiaoice đã tiếp tục khám phá và mở rộng giới hạn và ranh giới trên của trí tuệ nhân tạo ca hát dựa trên công nghệ DNN. Dựa trên sự hợp tác giữa hai bên, nhóm Xiaoice đã dẫn đầu trong thư viện âm thanh Lạc Thiên Y AI và thông qua việc học mẫu nhỏ được tối ưu hóa, nhóm có thể hoàn thành việc kết hợp âm sắc, di chuyển phương thức hát và tổng hợp giọng hát chất lượng cao. Việc học mẫu nhỏ được tối ưu hóa có nghĩa là mô hình mới chỉ cần 25 bài hát làm cơ sở đào tạo và có thể đạt được mức độ tái tạo âm thanh từ 85% trở lên MOS 4.25; sự kết hợp âm sắc có nghĩa là trên cơ sở một âm sắc nhất định, nó có thể nhiều hơn tinh chỉnh Xây dựng ngân hàng âm thanh và điều chỉnh các thông số kịp thời để tạo ra vô số ca sĩ ảo với chất lượng giống nhau nhưng âm sắc khác nhau; chuyển đổi phong cách hát đề cập đến việc tách thông tin âm sắc và phong cách hát trong âm thanh, để sau khi đào tạo một mô hình phong cách hát, nó có thể nhanh chóng được chuyển sang bất kỳ ca sĩ ảo nào. Những đổi mới công nghệ này cho phép khung Xiaoice nhanh chóng đào tạo vô số ca sĩ ảo chất lượng cao với những đặc điểm riêng của họ.

## Nét đặc trưng
Cô có một con thú cưng tên là "Thiên Điền" (天钿) và theo tiểu sử của cô là một Thiên thần được gửi đến thế giới để mang lại hạnh phúc thông qua âm nhạc  như các Vocaloid tiền nhiệm. Thiên Điền 30 cm và 10 tuổi, không thể nói và có thể biến thành tai nghe có micro cho Thiên Y.
Sau khi Thiên Y mới sinh, với sự phát triển của bản thân và Vocaloid Trung Quốc, cô được nhiều người ở Trung Quốc và các nước khác biết đến.  Với sự giúp đỡ của nhiều nhà sản xuất, nhạc sĩ và người hâm mộ, cô đã được ban cho nhiều tính cách khác nhau vì họ tạo ra nhiều loại bài hát hoặc tiểu thuyết ngắn khác nhau.  Trên thực tế, Thiên Y được người hâm mộ và nhà sản xuất của cô trao linh hồn.  Dần dần, chính Thượng Hải Hoà Niệm cũng thừa nhận sự tồn tại của các thiết lập nhân vật không chính thức này của Thiên Y và thậm chí đã sử dụng chúng để làm phong phú hình ảnh của cô.  Trong số những đặc điểm này, điều nổi tiếng nhất là cô ấy rất thích đồ ăn ngon và đó là lý do tại sao cô ấy được người hâm mộ gọi là "Cô nàng tối thượng", và đặc điểm này lần đầu tiên được tạo ra trong bài hát Thiên niên thực phổ tụng nguyên khúc (千年食谱颂 原曲), được tạo bởi "HK 君" (HK Quân) và phát hành vào ngày 13 tháng 7 năm 2012, sau này ca khúc đó cũng được trình bày lại bởi Mạc Hàn và Đới Manh (nhóm SNH48). Cho đến nay, nó là một trong những phần quan trọng nhất trong tất cả các đặc điểm của Thiên Y, và nó giúp cô ấy nổi tiếng  trong giới thanh thiếu niên (chẳng hạn như tạo ra nhiều bài hát về đặc điểm của những nhà sản xuất đó và một số công ty yêu cầu Thiên Y giúp họ quảng cáo sản phẩm của họ). Lạc Thiên Y cũng được chọn là thanh niên đại sứ của Đoàn Thanh niên Cộng sản Trung Quốc.
| Tên           | Lạc Thiên Y                                                                             |
| Tuổi          | 15                                                                                      |
| Chiều cao     | 156 cm / 5 ft 1 in                                                                      |
| Ngoại hình    | Tóc xám, mắt xanh lá, Có một hạt ngọc thạch anh trên cổ cô và dây đồng tâm kết trên eo. |
| Màu tham khảo | Xanh da trời (#66ccff)                                                                  |

## Buổi biểu diễn ngoại tuyến lớn
Vào ngày 16 tháng 5 năm 2012, Thiên Y đã xuất hiện trên chương trình giọng hát quý của TV và hát Mang Chủng (芒种) cùng với Trương Thiều Hàm.
Ngày 2 tháng 2 năm 2016, Thiên Y được mời biểu diễn vào dịp Tết nhỏ (một lễ hội truyền thống ở Trung Quốc được tổ chức sáu hoặc bảy ngày trước Tết Nguyên đán) do Hồ Nam TV tổ chức và hát bài hát Hoa Nhi Nạp Cát (花儿纳吉) với ca sĩ nổi tiếng Trung Quốc Dương Ngọc Doanh.  Trong màn trình diễn, hình ảnh Thiên Y đã được chiếu cho khán giả với sự trợ giúp của công nghệ AR.  Đó cũng là buổi biểu diễn đầu tiên của cô trên TV.
Vào ngày 17 tháng 6 năm 2017, Thiên Y và năm ca sĩ ảo khác (Ngôn Hoà, Nhạc Chính Lăng, Nhạc Chính Long Nha, Trưng Vũ Ma Kha và Mặc Thanh Huyền) đã tổ chức một buổi hòa nhạc tại Đấu trường Mercedes-Benz (Thượng Hải).  HENIAN đã sử dụng công nghệ Holography để hiển thị hình ảnh 3D của họ.  Đó là buổi hòa nhạc đầu tiên được tổ chức đặc biệt cho các thần tượng ảo Trung Quốc.
Và vào đêm giao thừa năm 2018, Thiên Y đã tham gia vào Gala đêm giao thừa năm mới của đài truyền hình Giang Tô.  Cô đã hát bài hát "Let it go" bằng tiếng Anh với nam danh ca Châu Hoa Kiện
Vào tháng 3 năm 2018, Thiên Y lần đầu tiên xuất hiện trên Đài truyền hình trung ương Trung Quốc và biểu diễn cùng với bậc thầy tuồng Bắc Kinh Vương Bội Du.
Vào ngày 3 tháng 11 năm 2018, buổi hòa nhạc kinh kịch mang tên "Quốc phong cực nhạc dạ" (国风极乐夜) đã được tổ chức tại sân vận động Quốc gia Bắc Kinh, Thiên Y đã hát bài hát mở đầu của buổi hòa nhạc.
Vào ngày 31 tháng 12 năm 2018, Thiên Y đã biểu diễn trong Gala Năm mới của đài truyền hình Giang Tô lần thứ hai.  Lần này cô hát bài hát  Đạt Lạp Băng Ba (达拉崩吧) với Tiết Chi Khiêm.
Vào ngày 23 tháng 2 năm 2019, Tianyi và nghệ sĩ dương cầm vĩ đại Lang Lãng tổ chức buổi hòa nhạc chung tại Đấu trường Mercedes-Benz ở Thượng Hải.
Vào ngày 19 tháng 12 năm 2019, Thiên Y đã xuất hiện trong chương trình tất niên của Bilibili với ca khúc dân ca Trung Quốc Hoa nhài bằng công nghệ Hologram 3D và sự góp mặt của bậc thầy đàn tỳ bà Trung Quốc Phương Cẩm Long.

## Thông tin thêm
Trang Weibo chính thức của Lạc Thiên Y đã công bố về việc cô ca sĩ này sẽ hợp tác với tựa game mobile RPG "Monster X Alliance 2", trong đó Lạc Thiên Y đảm nhiệm vai trò là một NPC hướng dẫn cho người chơi. Không chỉ thế, Thiên Y còn xuất hiện trong video quảng cáo để giới thiệu bài hát chủ đề và cả những tính năng chính sẽ có trong trò chơi.
Bên cạnh các công ty quản lý hoạt động hàng ngày của thần tượng ảo, các họa sĩ và nhà sản xuất độc lập cũng đóng một vai trò quan trọng trong hệ sinh thái, làm phong phú thêm tính cách và tăng giá trị của thần tượng. Yang Feiyiqi, một nhà sản xuất âm nhạc có biệt danh Poker trên mạng xã hội, đã viết bài hát cho Luo từ năm 2012. Bài hát nổi tiếng nhất của Yang cho Lạc Thiên Y đã được nghe hơn 1 triệu lần trên nền tảng livestream Trung Quốc Bilibili.
Nhiều người viết bài hát cho Lạc Thiên Y và đăng tải miễn phí, không đòi hỏi thanh toán tiền tác quyền. Yang nói rằng anh làm điều này vì tình yêu đối với ca sỹ ảo. Tuy nhiên, nhờ vào những bài hát do Lạc Thiên Y trình bày, chính Yang cũng trở nên nổi tiếng hơn, điều đó giúp cho anh ta được trả tiền cho những bài hát khác.
Anh ấy cũng đã hợp tác với Thượng Hải Hòa Niệm để viết các bài hát cho video quảng cáo sản phẩm có Thiên Y tham gia, bao gồm một bài cho Vita Lemon Tea, một thương hiệu đồ uống nổi tiếng tại Trung Quốc.